# DB Baureihe 422
DB BR 422 är en tysk elmotorvagn byggd av Alstom och Bombardier Transportation. BR 422 är till stor del baserad på den tidigare BR 423 och delar stora delar av sin design med den. De två mellanvagnarna har det egna litterat BR 432.

## Historia
2005 bestämde DB att typen skulle tas i tjänst. 78 enheter till ett värde av 343 miljoner Euro byggdes mellan mars 2008 och oktober 2010. Dessa enheter används nu på S-Bahn-nätet i Rhein och Ruhrområdet.

## Design
BR 422 har stora likheter med den tidigare BR 423 och delar bland annat den huvudsakliga delen av vagnskorgen med BR 423. Den huvudsakliga skillnaden är styrhytterna, som på BR 422 är konstruerad med deformationszoner, därav det annorlunda utseendet. Deformationszonerna gjorde också BR 422 drygt 2 meter längre än BR 423 och föregångaren BR 420. Utöver den annorlunda styrhytten så är även BR 422 utrustad med förbättrade bromsar och styrsystem. Erfarenhet av BR 423 visade att bromsarna inte räckte till under vissa förhållanden, främst på hösten. Man valde därför att montera bromsar även på de två mellanvagnarna (BR 432) på BR 422. 

## Galleri

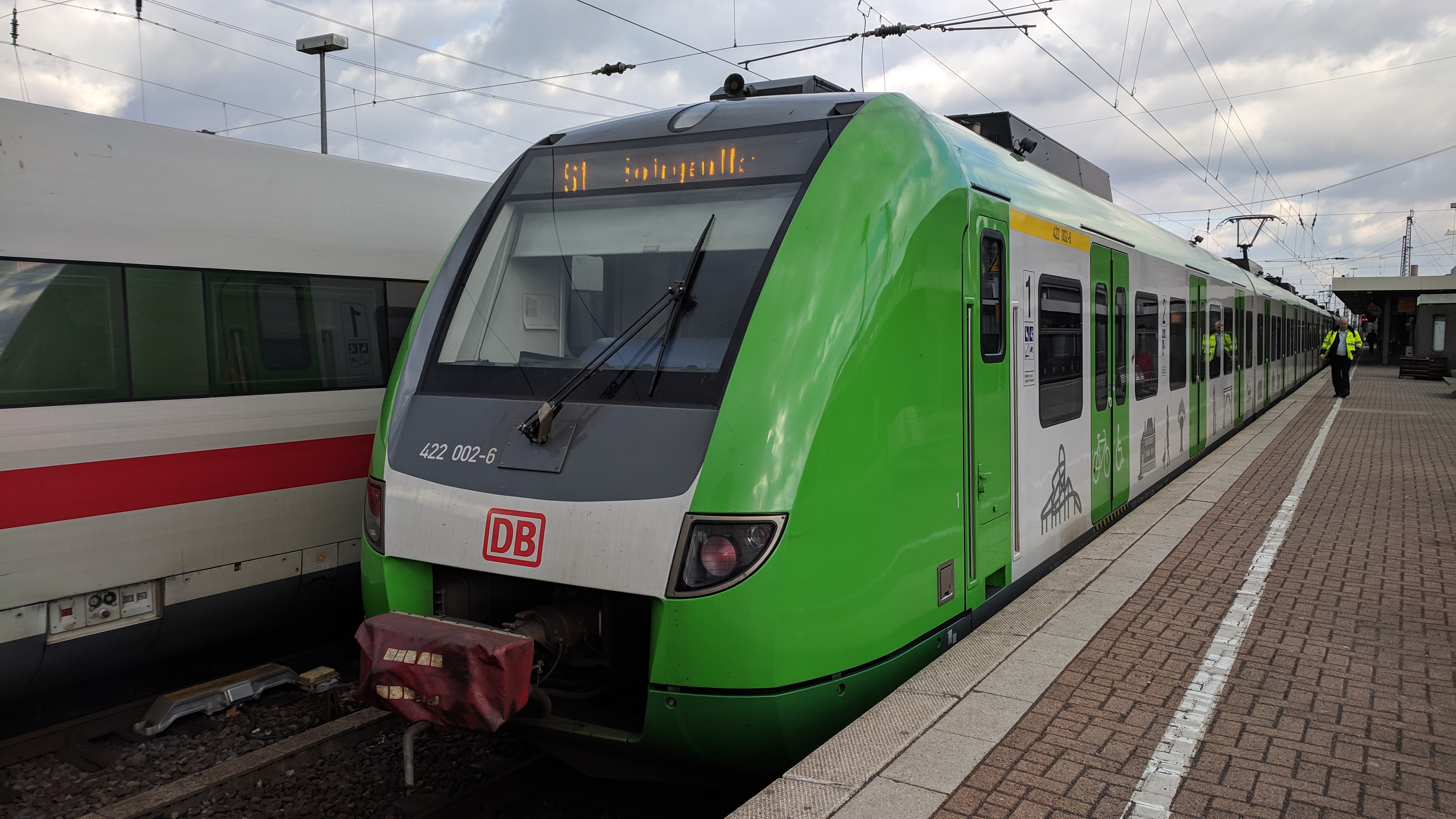
BR 422 i grön målning i Dortmund
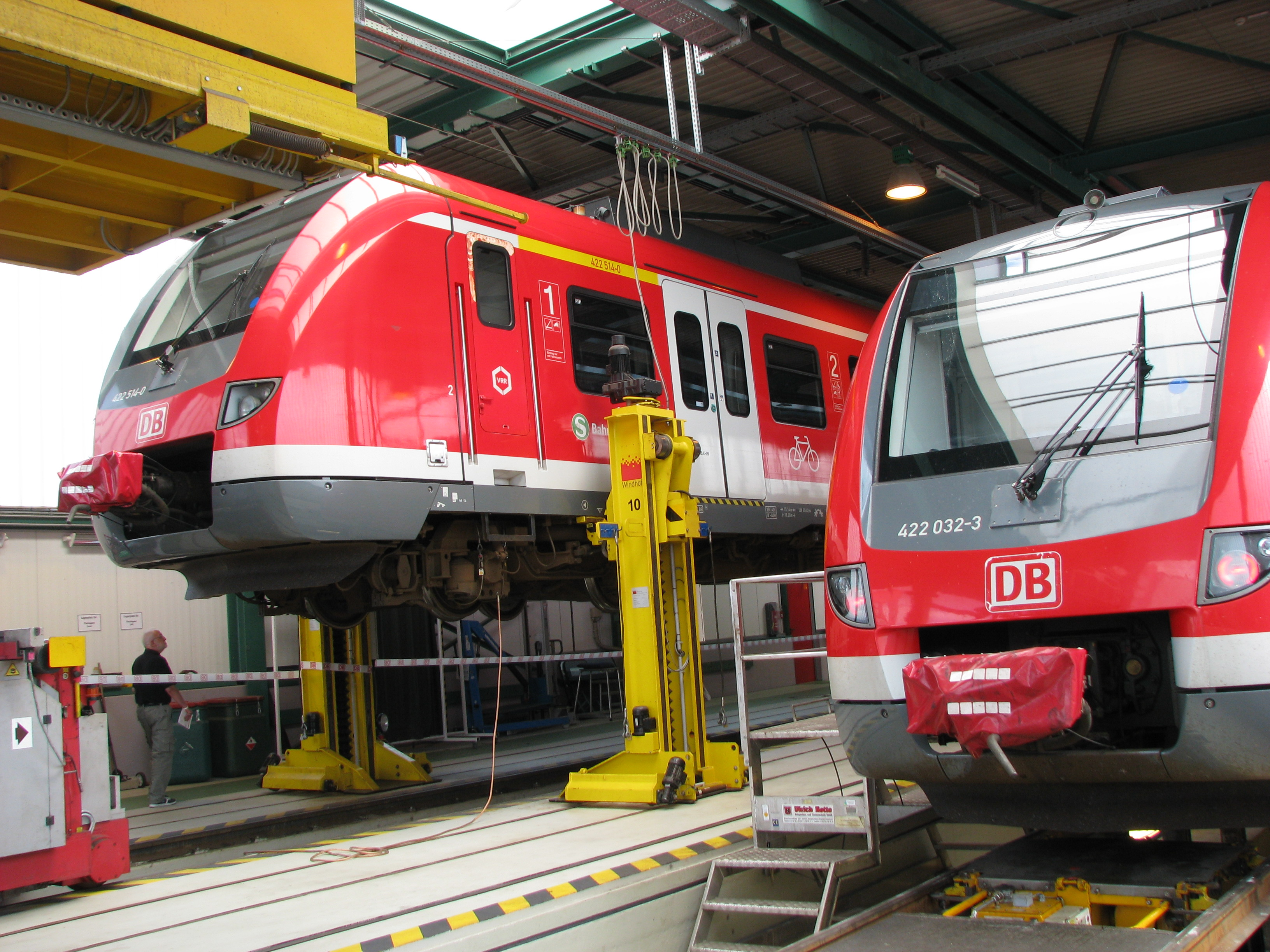
Två stycken BR 422 i verkstaden i Essen
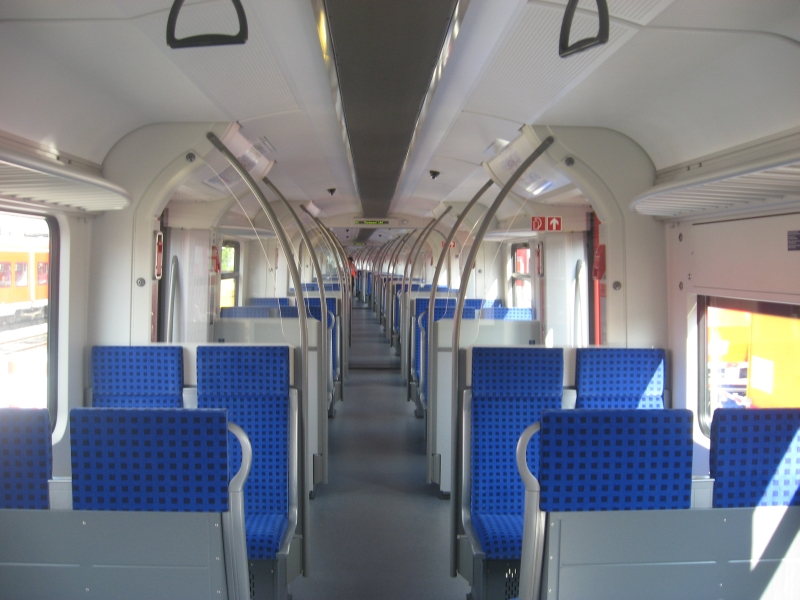
Interiören i en BR 422